# Eduard Wilhelm Pose

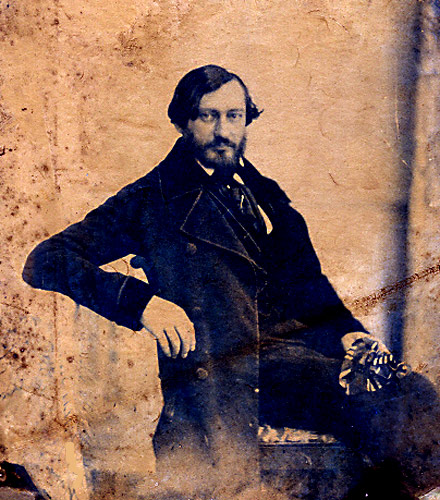
Eduard Wilhelm Pose, 1846

Eduard Wilhelm Pose (* 9. Juli 1812 in Düsseldorf; † 14. März 1878 in Frankfurt am Main) war ein deutscher Landschaftsmaler der Düsseldorfer Schule.

## Leben und Wirken
Geboren wurde Pose als Sohn des Düsseldorfer Dekorationsmalers Ludwig Pose. Als Heranwachsender begleitete er seinen Vater bei Aufträgen zur Ausmalung rheinischer Schlösser und Burgen. Bei einem Aufenthalt auf der Burg Rheinstein, deren Ausmalung Poses Vater im Auftrag des Prinzen Friedrich von Preußen übernommen hatte, soll der Gedanke gereift sein, Maler zu werden. 1829 bis 1836 besuchte Pose die Kunstakademie Düsseldorf, wo er mit den Malern Jakob Becker, Carl Friedrich Lessing und Alfred Rethel engeren Kontakt hatte. Ab 1830 war Pose Schüler der „Klasse der ausübenden Künstler“. Von 1832 bis 1833 durchlief er die „Landschaftsklasse“ von Johann Wilhelm Schirmer. Die Schülerlisten des Wintersemesters 1832/1833 bestätigten ihm „bedeutende“ Anlagen, „erfreulichen“ Fleiß und „gutes“ Betragen. 1831 debütierte er in Düsseldorf mit einer „kleinen Landschaft“, die Prinz Wilhelm von Preußen erwarb. Seine ersten Landschaften stellten Gegenden im Hunsrück und in der Eifel dar, im Ton, in der Stimmung und Staffierung an ähnliche Kompositionen von Lessing erinnernd.
Gemeinsam mit Andreas Achenbach und anderen verließ Pose 1836 die Düsseldorfer Akademie, wohl aufgrund von Konflikten mit dem akademischen Führungsanspruch ihres Direktors Schadow, und ging nach München. Dort beschäftigte ihn der Maler Carl Rottmann bei der Ausführung seines Zyklus griechischer Landschaften. Der Ausbruch der Cholera ließ ihn nach Frankfurt am Main ausweichen, wo er 1836  das Gemälde Burg Eltz ausführte. 1836/1837 gehörte Pose zu den Malern, die mit großem Erfolg in der Brühlschen Galerie in Dresden ausgestellt wurden. 1837/1838 nach München zurückgekehrt malte er das Schloss in Tirol, das auf einer Ausstellung in Brüssel 1839 Aufsehen erregte und von Leopold I. von Belgien angekauft wurde. Reisen führten ihn ins Salzburger Land, nach Tirol (1837), Belgien (1839) und Frankreich (Paris, 1839) sowie mehrfach nach Italien (1842–1845, 1849, 1856), wo er sich vornehmlich in Rom, aber auch in Unteritalien, auf Sizilien und in Florenz (1849) aufhielt. Das Erlebnis der Weite und Großzügigkeit italienischer Landschaften führte bei Pose zu einer Ablösung von früheren Leitbildern. Zwischen 1838 und 1842 lebte er überwiegend in Düsseldorf. In dieser Zeit wohnte er beim Baumeister Max Joseph Custodis am Schwanenmarkt 19 in der Carlstadt, dem Gatten seiner Schwester Elisabeth, und unternahm gemeinsam mit anderen Künstlern der Düsseldorfer Schule Reisen zu malerischen Sehenswürdigkeiten der Rheinprovinz, etwa zur Lochmühle bei Mayschoß im Ahrtal. Ab 1845 ließ er sich in Frankfurt am Main nieder, wo er sich einem Künstlerkreis um den Maler Philipp Veit anschloss. In späteren Jahren gehört er der Malerkolonie Kronberg im Taunus an.

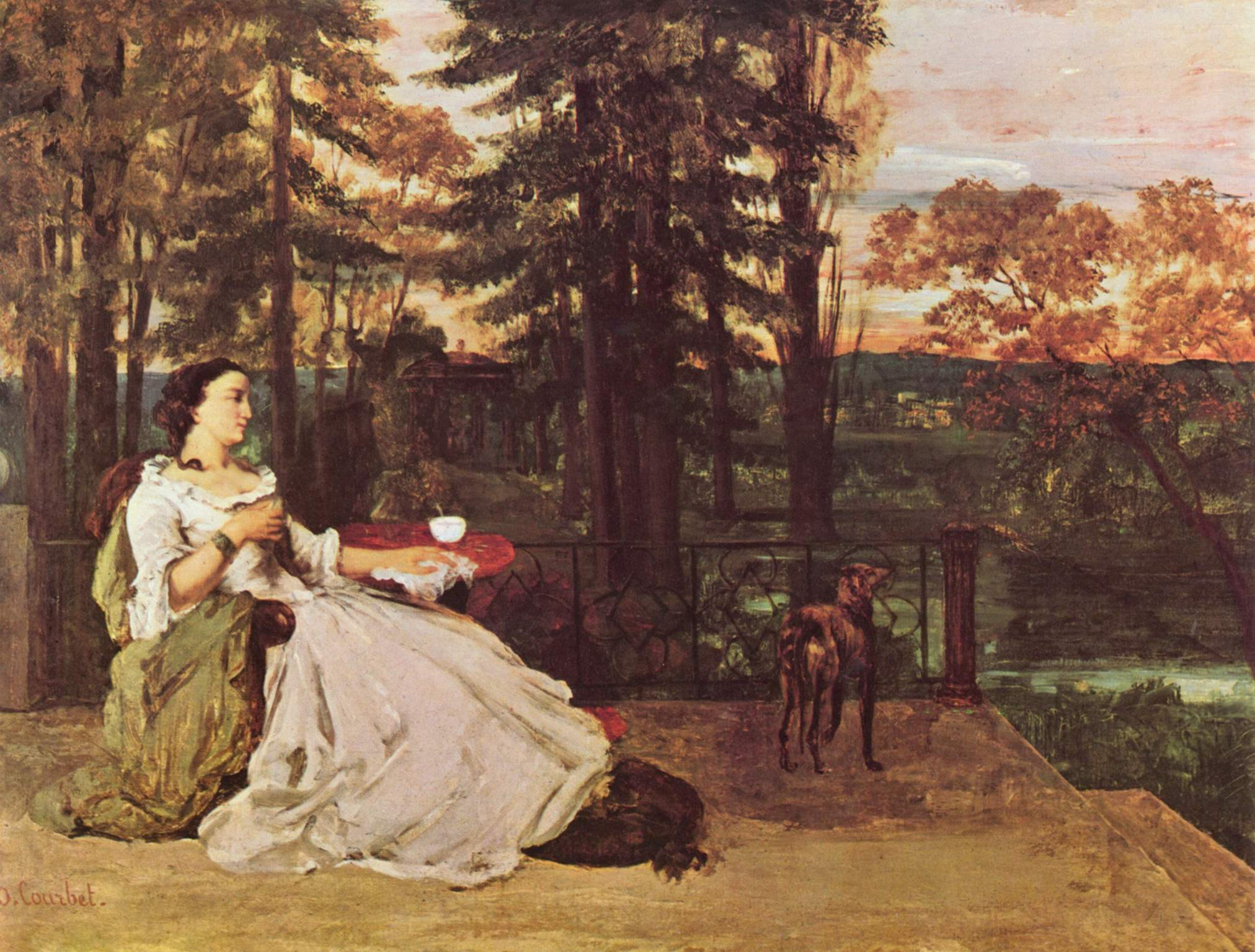
Dame von Frankfurt, Gemälde von Gustave Courbet, 1858

In Frankfurt lernten Pose und seine Frau Pauline, geb. Klotz, den französischen Maler Gustave Courbet kennen. Courbet porträtierte 1858 in dem Gemälde Dame von Frankfurt (Dame de Francfort, Dame auf der Terrasse) vermutlich Pauline. In diesem Zusammenhang spricht vieles dafür, dass die später übermalte Figur neben Pauline ihren Gemahl, also Eduard Wilhelm Pose, darstellen sollte. Aufgrund der Übermalung wird über eine Liebesaffäre zwischen Pauline und Courbet spekuliert.
Pose gilt als einer der bedeutendsten Landschaftsmaler der Düsseldorfer Schule. Bis zu seinem Tode blieb Pose einem in der Romantik wurzelnden Kompositionsstil verpflichtet, der sich an den Vorbildern Carl Friedrich Lessing und Johann Wilhelm Schirmer orientierte. Seine Bilder bereitete er durch sorgfältige Naturstudien vor.

## Werk (Auswahl)

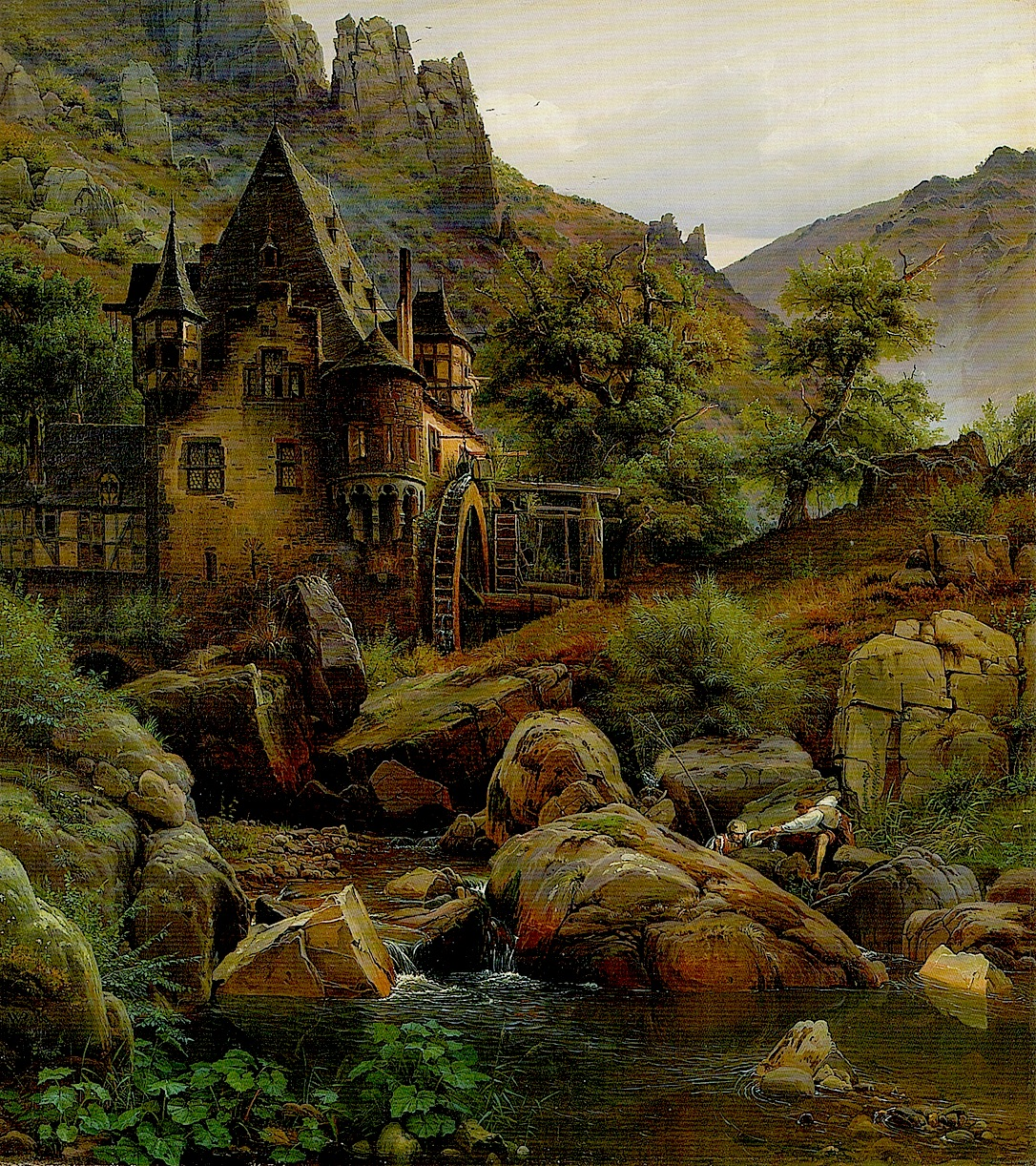
Landschaft mit Mühle im Morgenbachtal, 1833

Ahrlandschaft, 1836

Alpenlandschaft mit Burg, Sepiatusche auf Papier, 1839

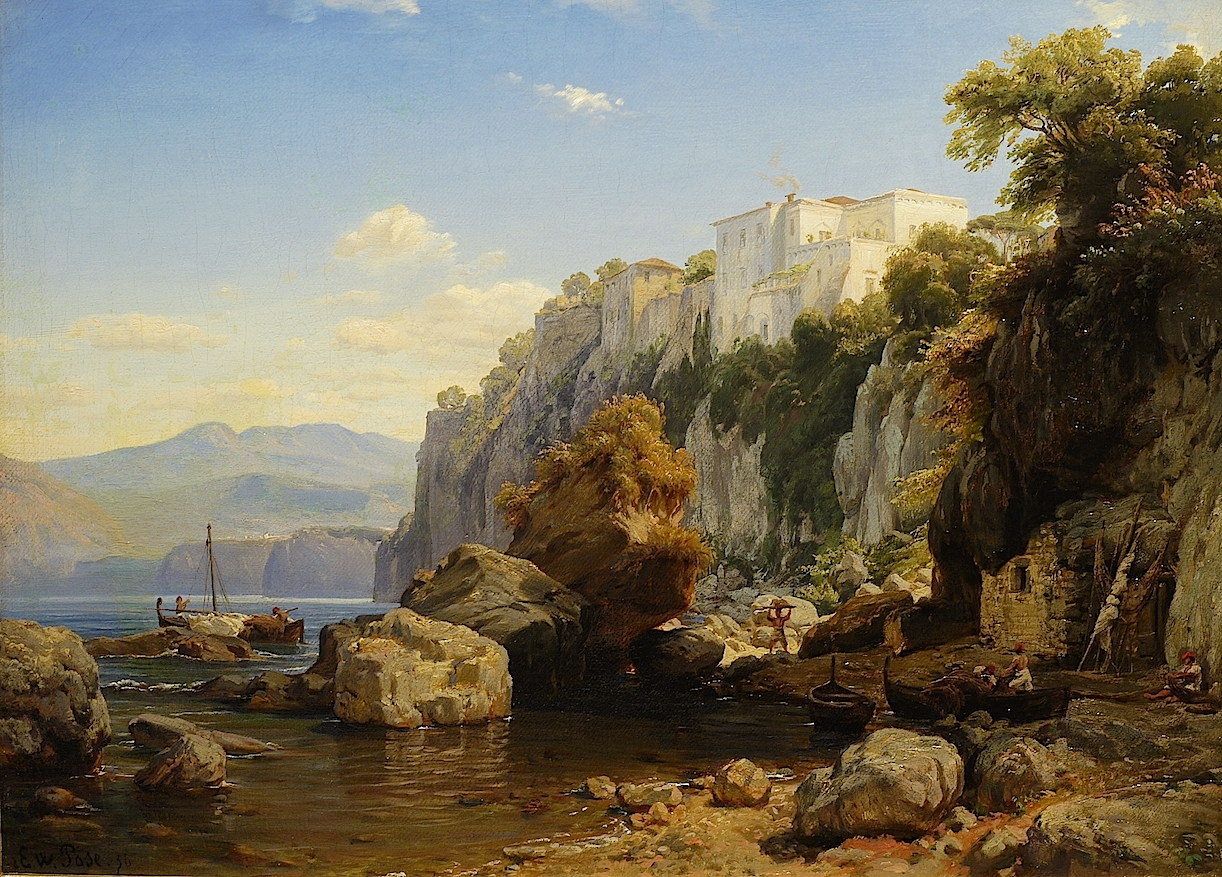
Italienische Küstenlandschaft, Sorrent, 1856

- Landschaft mit Mühle im Morgenbachtal, 1833
- Gebirgssee, 1834, 1856 angekauft von Joachim Heinrich Wilhelm Wagener
- Blick in das Ahrtal bei Bodendorf, 1834/1835[10]
- Ahrlandschaft, 1836
- Burg Eltz, 1836
- Partie an der unteren Donau, Aquarell, um 1837
- Chiemseelandschaft, 1838
- Alpenlandschaft mit Burg, Sepiatusche auf Papier, 1839
- Schloss in Tirol, 1839
- Burg Dottendorf, 1840/1841
- Eifellandschaft, 1841[11]
- Kronberg im Taunus, um 1842
- Campagnalandschaft, 1855
- Italienische Küstenlandschaft, Sorrent, 1856